# The Normal Heart (opera teatrale)
The Normal Heart è un dramma di Larry Kramer, incentrato sulla diffusione dell'AIDS e la lotta di alcuni attivisti gay di New York per attirare l'attenzione sull'epidemia.
Nel 1992 è andato in scena il seguito di The Normal Heart, The Destiny of Me, candidato al Premio Pulitzer per la drammaturgia. Insieme ad As Is, The Normal Heart fu una delle prime opere teatrali a trattare del tema della crisi dell'AIDS. 

## Trama
Ned Weeks è un giornalista gay che si batte per i diritti degli omosessuali e quando l'AIDS comincia a mietere le prime vittime (anche tra i suoi amici), Ned comincia a fare pressioni sulla giunta comunale di New York affinché si sensibilizzi l'opinione pubblica sulla nuova epidemia. Inascoltato, Ned cerca di promuovere l'assistenza e il sesso sicuro nella comunità gay, su consiglio della dottoressa Brookner, ma ancora una volta ottiene un insuccesso.
Dopo aver fondato un'associazione per raccogliere fondi Ned è costretto a lasciarne la presidenza a Bruce, più amato e popolare. Il suo amante Felix, intanto, si ammala di AIDS e Ned è costretto a combattere sia sul fronte pubblico che su quello privato per mantenere sano se stesso e le persone che ama.

## Produzioni
- Off Broadway, 1985: Brad Davis (Ned), D. W. Moffett (Felix), David Allen Brooks (Bruce Niles), Concetta Tomei (Dr. Emma Brookner).
- Londra, 1986: Martin Sheen (Ned), Paul Jesson (Felix).
- New York, 1993: Kevin Bacon, John Turturro, Harry Hamlin, D.W. Moffett, Tony Roberts, David Drake, Kevin Geer, Eric Bogosian, Jonathan Hadary e Stockard Channing.[1]
- Off Broadway, 2004: Raul Esparza (Ned Weeks), Joanna Gleason (Dr. Emma Brookner), Billy Warlock (Felix Turner), Richard Bekins (Ben Weeks), Fred Berman (Mickey Marcus), McCaleb Burnett (Tommy Boatwright), Mark Dobies (Bruce Niles), Jay Russell (David/Hiram Keebler), Paul Whitthorne (Craig Donner/Grady).
- Broadway, 2011: Joe Mantello (Ned), Ellen Barkin (Dr. Brookner), John Benjamin Hickey (Felix), Lee Pace (Bruce Niles), Jim Parsons (Tommy Boatwright), Luke Macfarlane (Grady).[2]
- Londra, 2021: Ben Daniels (Ned), Dino Fetscher (Felix), Robert Bowman, Liz Carr (Dr. Brookner), Daniel Krikler, Daniel Monks, Elander Moore, Luke Norris, Henry Nott, Freddie Stabb e Danny Lee Wynter.[3]

## Adattamento televisivo
Nel 2014 Ryan Murphy ha diretto un film per televisione tratto dal dramma di Larry Kramer, con Mark Ruffalo, Julia Roberts, Matt Bomer, Alfred Molina, Jim Parsons e Jonathan Groff. Il film ha vinto l'Emmy Award per il miglior film TV.